# Kottabos

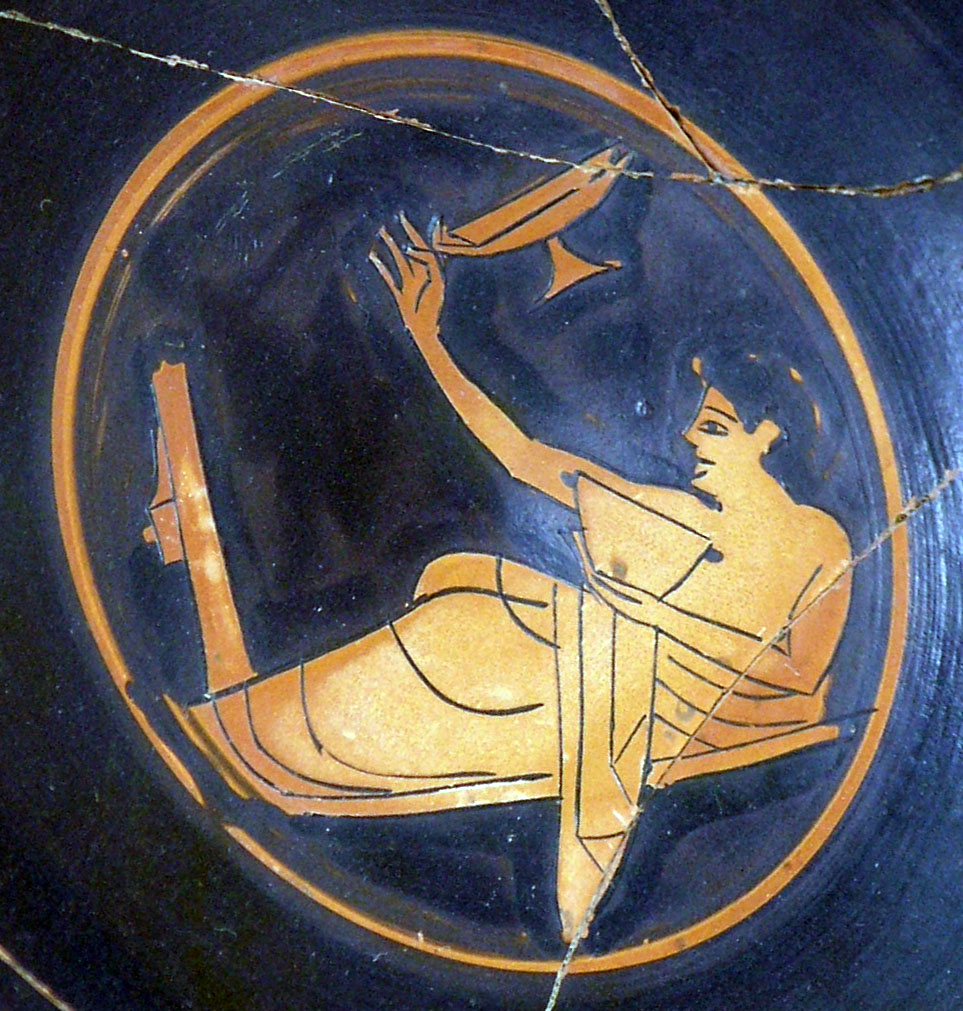
Kottabosspeler met kylix, ca. 510 BC, Stoa van Attalus.

Kottabos (Oudgrieks: κότταβος) is een behendigheidsspel, gespeeld op Oud-Griekse en Etruskische symposia (drinkpartijen), vooral in de 5e en 4e eeuw voor Christus. Het spel werd gespeeld door de droesem van de wijn naar doelen te gooien. Terwijl de speler de droesem door de kamer gooide, werd de naam van een gewenste of geliefde hardop bekendgemaakt.
Het spel lijkt van Siciliaanse oorsprong te zijn, maar het verspreidde zich door Griekenland van Thessalië naar Rhodos en was vooral in de mode in Athene. Schrijvers zoals Dionysius Chalcus, Alkaios, Anacreon, Pindarus, Bacchylides, Aeschylus, Sophocles, Euripides, Aristophanes en Antiphanes verwezen regelmatig naar dit spel en het verscheen op vazen en ander aardewerk uit dat tijdperk.  Schrijvers uit de Romeinse en Alexandrische periode vernoemen dit niet meer waardoor aangetoond werd dat de mode was uitgestorven. In de Latijnse literatuur is het bijna volledig onbekend.

## Spelvorm

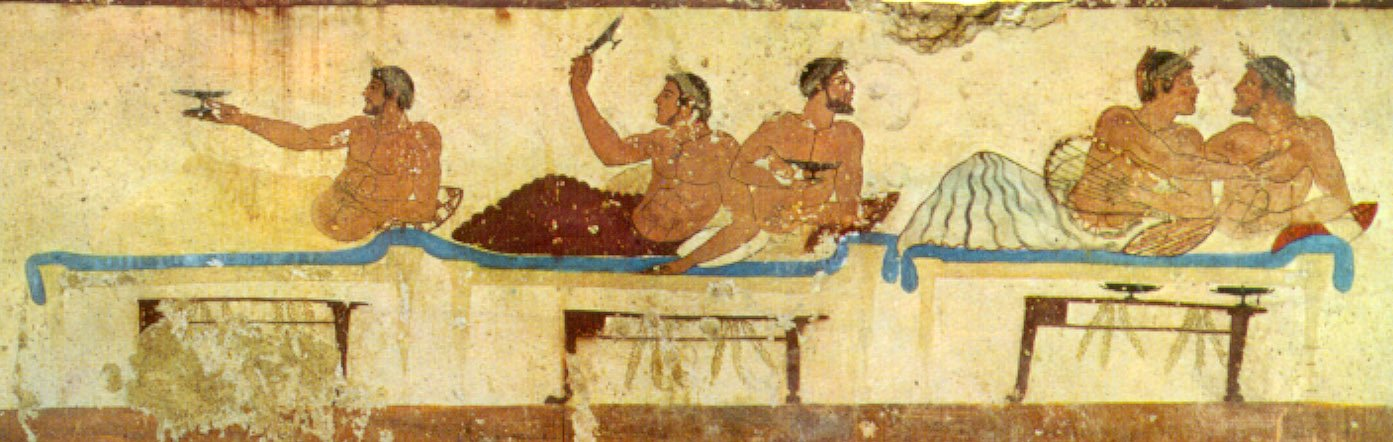
Grieks symposion met in het centrum een kottabosspeler (fresco in de "tombe van de duiker", 475 v.Chr., Paestum Museum).

Het doel van de speler was om een portie wijn uit zijn drinkbeker in een vloeiende beweging te gooien in de richting van een bronzen lampstandaard waar bovenop een beeldje stond met uitgestrekte armen die een kleine schijf vasthielden, plastinx genoemd. Iets lager stond een grotere schijf, manes genoemd. Om succesvol te zijn, moest de speler de plastinx op zo'n manier afslaan dat deze op de manes terecht kwam en een belachtig geluid zou maken. Zowel de gegooide wijn als het gemaakte geluid werden samen latax (λάταξ) genoemd. In de gewone vorm van het spel werd van de speler verwacht dat hij de liggende positie zou behouden die gebruikelijk was aan tafel en bij het gooien van de kottabos, enkel gebruik zou maken van zijn rechterhand.
Om te slagen in het doel van het spel was behendigheid vereist en ongebruikelijke vaardigheid in het spel werd even hoog gewaardeerd als bij het speerwerpen. Niet alleen was de kottabos onderdeel van feestelijke bijeenkomsten maar, althans op Sicilië, werd soms een speciaal gebouw in cirkelvormige vorm gebouwd zodat de spelers gemakkelijk rond het speelveld konden plaatsnemen en de worpen elkaar snel opvolgden. Zoals alle spellen waarin het toevalselement een rol speelt, werd het falen beschouwd als min of meer onheilspellend voor het toekomstige succes van de speler, met name op het gebied van liefde en de opwinding werd soms verder versterkt door het inzetten van een waardevol object tijdens het spel.